# Cavatelli

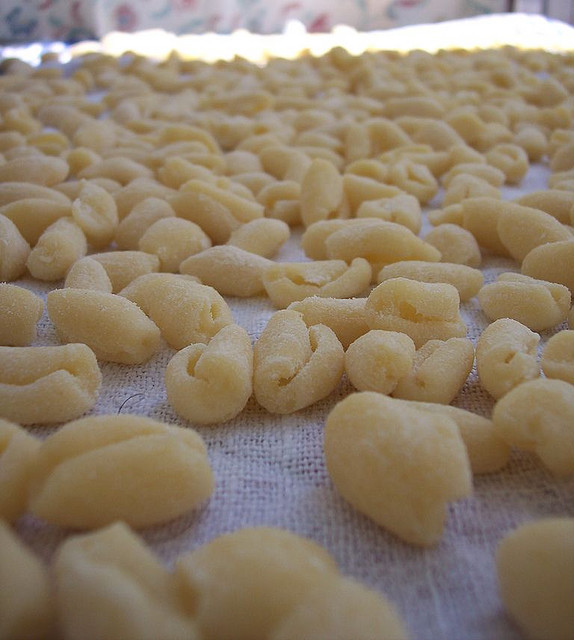
Hausgemachte Cavatelli

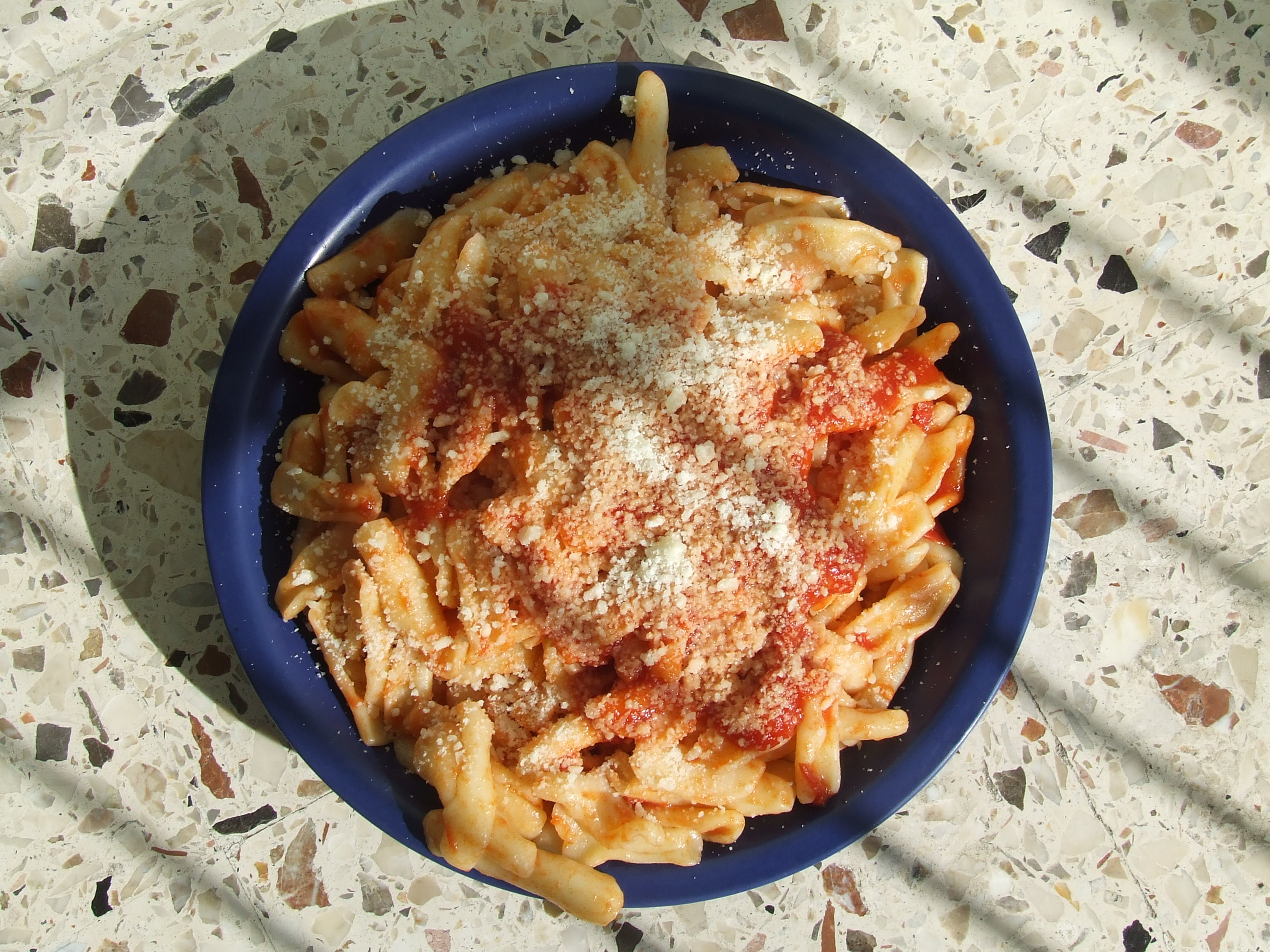
Ein Teller Cavatelli

Cavatelli (italienisch cavo, „hohl“) oder Capunti sind kleine muschelförmige Nudeln aus Hartweizengrieß. Sie stammen aus der italienischen Region Molise.